# سكوت هارجروف
سكوت هارجروف هو مهندس كندي، ولد في 1 فبراير 1995 في سوري في كندا.

## وصلات خارجية
- الموقع الرسمي
- سكوت هارجروف على موقع DriverDB.com (الإنجليزية)